# Gusttavo Lima
Nivaldo Batista Lima, més conegut pel nom artístic de Gusttavo Lima, (Presidente Olegário, Minas Gerais, 3 de setembre de 1989) és un cantant, compositor i instrumentista brasiler de música sertaneja, un gènere musical brasiler proper en els seus orígens al country.
Cantant des dels nou anys, Gusttavo Lima va iniciar la seva carrera com a solista als 18 anys. Es va fer famós arreu del Brasil l'estiu del 2011 amb l'estrena de la cançó "Balada Boa" del seu segon àlbum Gusttavo Lima e Você. Amb aquest àlbum va vendre més de 50.000 còpies posicionant-se així al Top 10 de Billboard Brasil i aconseguint un disc de platí. Al llarg del 2011 va ser la tercera persona més cercada al Brasil a Google, només superat per Paula Fernandes i Bruno Mars. Gusttavo Lima va arribar a recaptar al voltant de 150.000 reals per concert, cosa que el situa al costat d'altres artistes brasilers com Jorge & Mateus, Paula Fernandes, Luan Santana i Michel Teló. El gener del 2012 va fer concerts a nou ciutats dels Estats Units d'Amèrica, incloses Boston i Las Vegas. El 2010 publicà el seu primer disc Inventor dos Amores que incloïa 22 cançons.

## Discografia

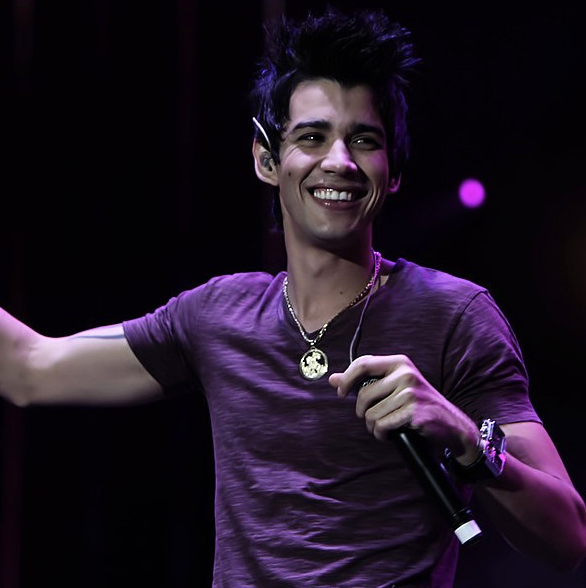
(2011)

|  | Àlbums d'estudi - Gusttavo Lima (2009) - Do Outro Lado da Moeda (2014) - Buteco do Gusttavo Lima Vol. 2 (2017) - O Embaixador Falando de Amor (2021) | En directe - Inventor dos Amores (2010) - Gusttavo Lima e Você (2011) - Ao Vivo em São Paulo (2012) - Buteco do Gusttavo Lima (2015) - 50/50 (2016) - O Embaixador (2018) - O Embaixador in Cariri (2019) - Embaixador The Legacy (2020) - Buteco In Boston (2021) - Buteco Goiânia - Ao Vivo (2022) |